# Annenkloster Perleberg
Das Kloster des Ordens der allerheiligsten Jungfrau Maria von dem Berg Karmel war ein Kloster der Karmeliten in Perleberg in der nördlichen Mark Brandenburg von 1441 bis 1540/41.

## Lage
Das Kloster befand sich an der St.-Annen-Kirche im östlichen Teil der mittelalterlichen Stadt zwischen zwei Armen der Stepenitz. Von den Konventsgebäuden sind noch kleine Reste vorhanden.

## Geschichte
Das Kloster wurde 1441 durch den Provinzial der Ordensprovinz Sachsen der Karmeliten auf einem von der Stadt zur Verfügung gestellten Grundstück gegründet, Kurfürst Friedrich II. von Brandenburg gab seine Zustimmung. Über die weitere Geschichte gibt es nur zwei Urkunden von 1480.
Bei der Visitation der Stadt im Jahr 1542 lebten nur noch zwei alte Mönche im Kloster, deren Lebensunterhalt von der Stadt weiterhin sichergestellt werden sollte.

## Strukturen
Das Kloster wurde von einem Prior geleitet. Weiterhin wurde ein Lesemeister wie auch in anderen Klöstern des Ordens genannt. Zum Kloster gehörte eine Bruderschaft für Laien, dem auch ein städtischer Kaland angehörte.
Das Kloster wurde mit Stiftungen und wahrscheinlich auch Schenkungen bedacht. Es hatte geringen Landbesitz, darunter eine Waldung und mindestens eine Mühle.

## Weitere Nutzung
Das Gelände wurde danach als Armenhaus genutzt, am Anfang des 18. Jahrhunderts dann der Garnison als Magazin zur Verfügung gestellt. Auf einem Stich von 1726 sind Kirche und Klausurgebäude mit Kreuzgang noch erkennbar.